# Kaycee Nicole Swenson
Kaycee Nicole Swenson var en fiktiv person skabt af Debbie Swenson fra Kansas som et internet hoax, der begyndte i starten af 1999 og sluttede i maj 2001.

## Baggrund
Kaycee Nicole blev præsenteret som en 19-årig high school eller college studerende der led af hyppige og alvorlige sundhedsproblemer, og havde en meget læst online dagbog med navnet "Living Colors". Efter at det var rapporteret at hun var død af leukæmi 14. maj 2001, udløste det en stor strøm af medfølelse og sorg fra hendes læsere, mens andre spekulerede på om hun var en virkelig person.
En græsrods undersøgelse der startede 18. maj 2001 på hjemmesiden MetaFilter afslørede at hun ikke eksisterede, men var en del af en form for rollespil udøvet af hendes "mor", den 40-årige Debbie Swenson. Selvom Kaycee Nicole havde accepteret gaver fra hendes mange læsere, fandt det lokale politi og FBI ikke beviser nok til at starte en retssag mod Debbie Swenson for bedrageri.